# Chroogomphus
Chroogomphus (Rolf Singer, 1946 ex Orson Knapp Miller, 1964) din încrengătura Basidiomycota și ordinul Boletales în familia Gomphidiaceae este un gen de ciuperci comestibile mic care este răspândit global, cuprinzând în prezent, conform filogeneticii moleculare moderne, 27 specii, în Europa doar șapte. Speciile acestui gen coabitează, formând micorize pe rădăcinile arborilor de rășinoase, preferând pinul. Tip de specie este Chroogomphus rutilus sin. Chroogomphus viscidusus (bălușca purpurie).

## Taxonomie

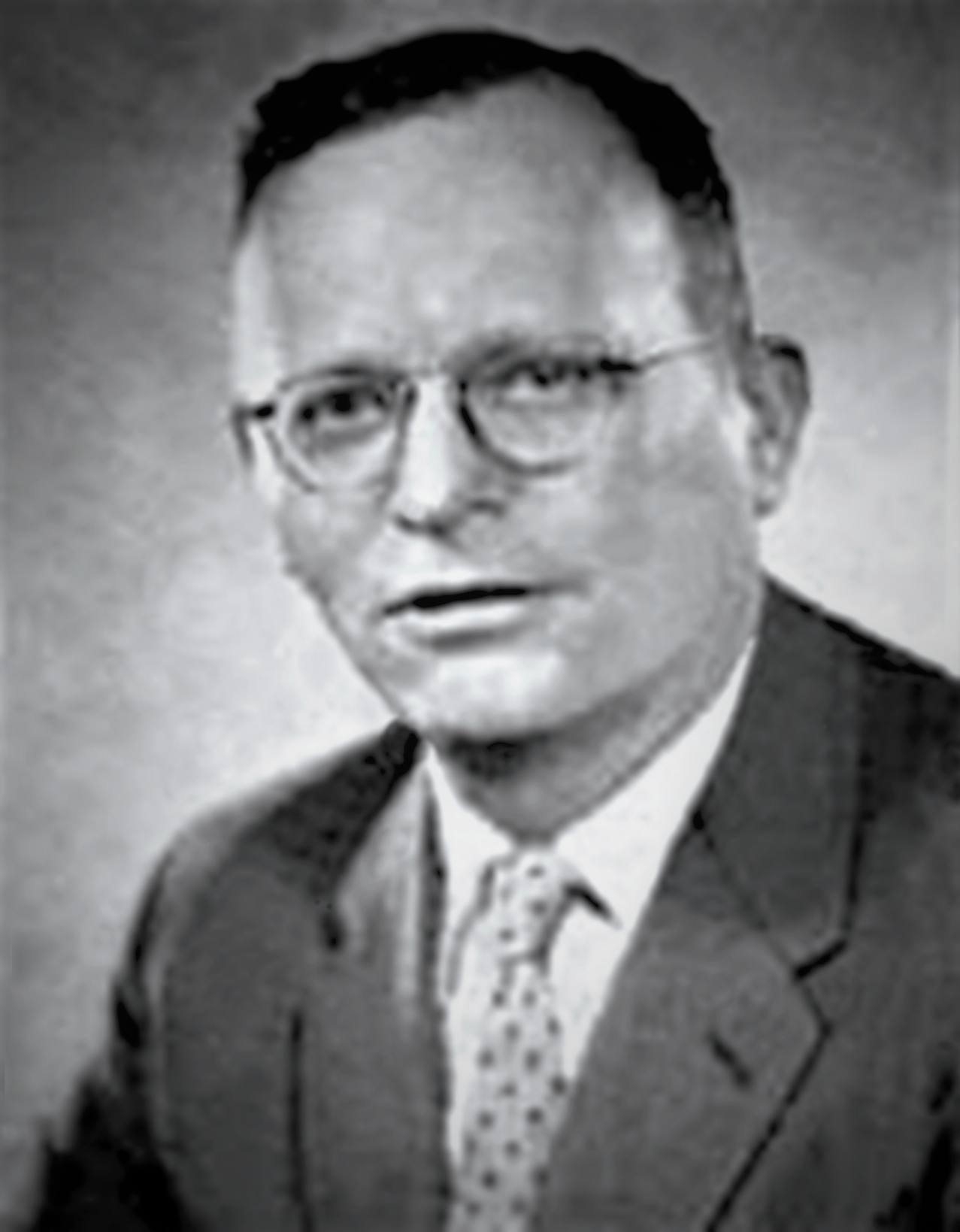
Rolf Singer

Numele binomial a fost determinat drept Gomphidius subgen. Chroogomphus de micologul german Rolf Singer în volumul 32 al jurnalului științific Papers of the Michigan Academy of Sciences din 1946.
Apoi, în 1964, micologul american Orson Knapp Miller (1930-2006) a mutat subgenul la genul aici descris, de valorificat în jurnalul american Mycologia, fiind și numele curent valabil (2023).
Mai departe sunt acceptate denumirile lui Miller și Singer, anume Chroogomphus sect. Chroogomphus precum Chroogomphus subgen. Chroogomphus, publicate tot acolo pe aceiași pagină. 
Numele generic este derivat din cuvintele din limba greacă veche χρω-=cu piele de culoare negricioasă, cu suprafață întunecată și greacă veche γομφος=asamblat solid, consolidat puternic.

## Subgenuri
Genul este în prezent împărțit în trei subgenuri:  
- Chroogomphus (Scambler et al. 2018) care include specii cu o pileipellis alcătuită din hife înguste, gelatinizate, culcate și o suprafață a cuticulei lucioasă atunci când este uscată. (Miller și Aime 2001
- Floccigomphus (Imai ex Niskanen, Scambler & Liimat.) care se distinge printr-o pileipellis compusă din hife late, filamentoase, negelatinizate, o cuticulă nelustruită când este uscat și o tramă lamelară amiloidoză.
- Siccigomphus (Niskanen, Scambler și Liimat.) au o tramă lamelară neamilozä, basidiospori mai mici și hife ale pileipellis nu gelatinizate.[8]

## Descriere

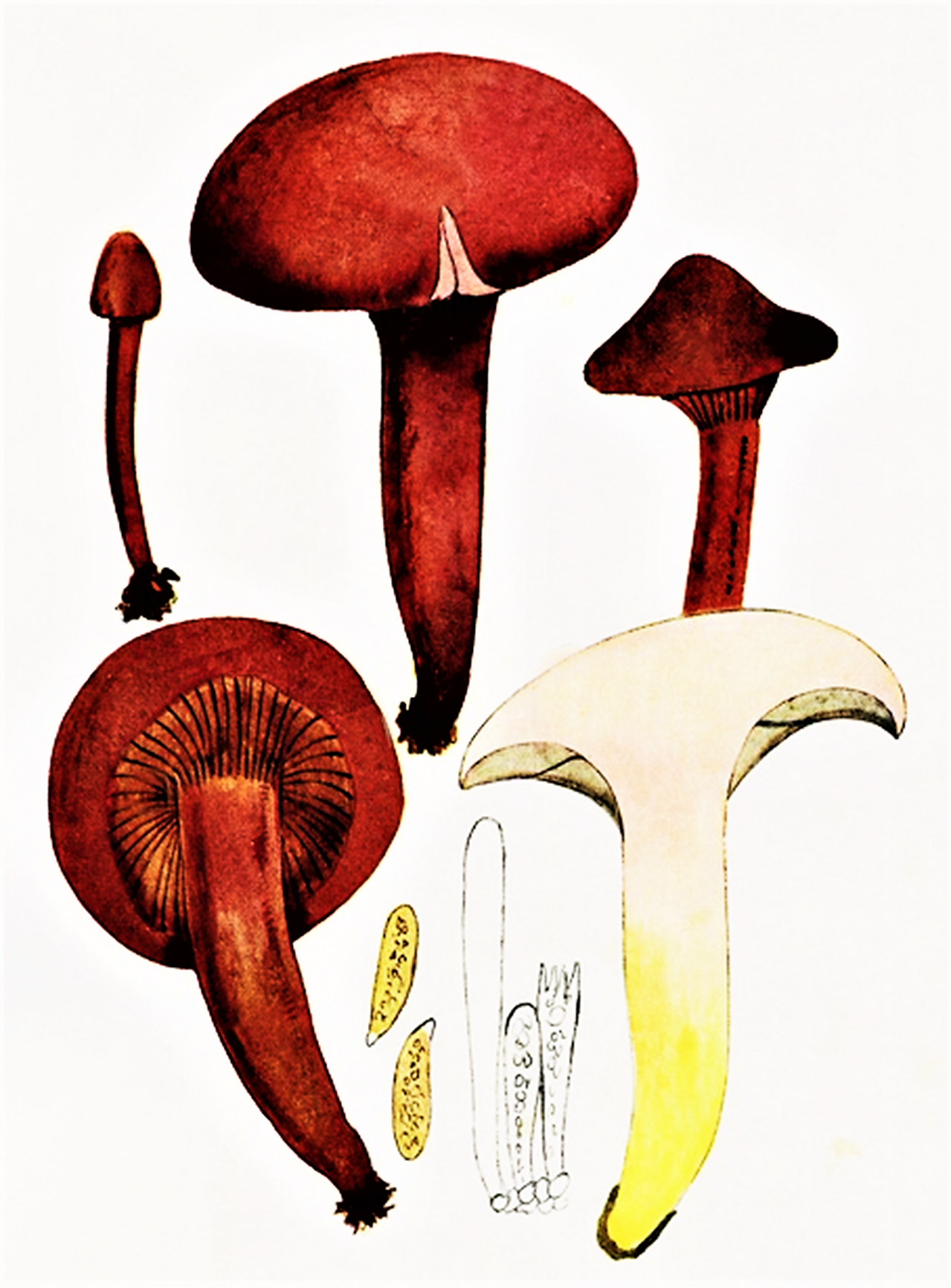
Bres.: Gomphidius viscidus

Acest gen de ciuperci cu branhii este de fapt mai strâns legat de boleții decât de „adevăratele” ciuperci cu lamele. Ca și speciile ale genurilor Phylloporus  și Gomphidius  (printre altele), ciupercile din Chroogomphus par să-și fi dezvoltat lamelele în mod independent, pe ramura Boletales a arborelui evolutiv, conform dovezilor genetice.
- Pălăria: destul de cărnoasă cu un diametru de 3-10 cm, este în tinerețe gros-emisferică, cu marginea rulată spre interior, apoi întinsă, doar ușor arcuită, la bătrânețe plată, rar adâncită, mijlocul fiind rotunjit până la cocoșat ascuțit sau lat. Cuticula este uscată, mată, adesea fin pufos-solzoasă, la umezeală maximal unsuroasă, dar niciodată vâscoasă. Coloritul variază între galben-portocaliu, brun-portocaliu, brun-arămiu și brun-purpuriu.
- Lamelele: sunt distanțate, late și groase, cu lameluțe intercalate și/sau bifurcate, pot fi atașate de tulpină, fiind însă de obicei puțin până lung decurente în lungul ei precum ușor separabile de pălărie. Coloritul inițial bej, galben-portocaliu până gri-roșiatic, devine în sfârșit violet-negricios până negru-măsliniu.
- Piciorul: robust și ferm cu o înălțime de 6-12 cm și o lățime de 0,7-2 cm este cilindric, uneori alungit și plin pe dinăuntru. Suprafața este uscată și netedă, câteodată longitudinal fibroasă, sau fin pâsloasă. Coloritul variază între galben-portocaliu viu și brun-portocaliu, la bătrânețe nu rar vinaceu. Nu poartă un inel, dar prezintă o zonă inelară trecătoare.
- Carnea: este groasă, rezistentă, și de culoare portocaliu-gălbuie, șofrănie sau portocaliu-roșiatică. Mirosul poate fi neremarcabil, dar și ceva fructuos, gustul fiind mereu blând.
- Caracteristici microscopice: are spori netezi, lunguieți-fusiformi sau alungit elipsoidali, moderat până la puternic dextrinoizi. Pulberea lor este închis brun-măslinie, aproape negricioasă. Basidiile sunt  clavate cu 2-4 sterigme fiecare. Pileipellis este o cutis de hife nu gelatinizate. Prin microscop se disting prin incrustații tipice amiloidoze în unele sau chiar toate hifele ale genului. Conexiuni cu cleme nu au fost observate.
- Reacții chimice: hifele la baza piciorului au o reacție amiloidoză în reactivul Melzer, mai departe, celulele devin violet în acest mediu.[9][10][11]

## Specii ale genului
Conform MycoBank, următoarele specii sunt clasificate în genul Chroogomphus (după eliminarea variațiilor precum soiurilor redenumite): Specii care pot fi găsite în Europa sunt marcate cu E.
| - Chroogomphus albipes (Zeller) Y.C.Li & ZhuL.Yang (2009) - Chroogomphus asiaticus O.K.Mill. & Aime (2001) - Chroogomphus britannicus A.Z.M.Khan & Hora (1978) E - Chroogomphus confusus Y.C.Li & ZhuL.Yang (2009) - Chroogomphus filiformis Y.C.Li & ZhuL.Yang (2009) - Chroogomphus fulmineus (R. Heim) Courtec. (1988) E - Chroogomphus helveticus (Singer) M.M.Moser (1967) E - Chroogomphus himalayanus K.Das, Hembrom, A.Parihar & Vizzini (2021) - Chroogomphus jamaicensis (Murrill) O.K.Miller (1964) | - Chroogomphus leptocystis (Singer) O.K.Mill. (1964) - Chroogomphus loculatus Trappe & O.K.Mill. (1970) - Chroogomphus mediterraneus (Finschow) Vila, Pérez-De-Greg. & G. Mir (2006) E - Chroogomphus ochraceus (Kauffman) O.K.Mill. (1964) - Chroogomphus orientirutilus Y.C.Li & ZhuL.Yang (2009) - Chroogomphus pakistanicus M.Kiran & A.N.Khalid (2020) - Chroogomphus papillatus (Raithelh.) Raithelh. (1983) - Chroogomphus pruinosus M.Kiran & A.N.Khalid (2020) - Chroogomphus pseudotomentosus O.K.Mill. & Aime (2001) | - Chroogomphus pseudovinicolor O.K.Mill. (1967) - Chroogomphus purpurascens (Lj.N.Vassiljeva) M.M.Nazarova (1990) - Chroogomphus roseolus Y.C.Li & ZhuL.Yang (2009) - Chroogomphus rutilus (Schaeff.) O.K.Mill. (1964) E - Chroogomphus sibiricus (Singer) O.K.Mill. (1964) - Chroogomphus subfulmineus Niskanen, Loizides, Scambler & Liimat. (2018) E - Chroogomphus superiorensis (Kauffman & A.H.Sm.) Singer (1975) - Chroogomphus tomentosus (Murrill) O.K.Mill. (1964) E - Chroogomphus vinicolor (Peck) O.K.Mill. (1964) |

## Specii ale genului în imagini

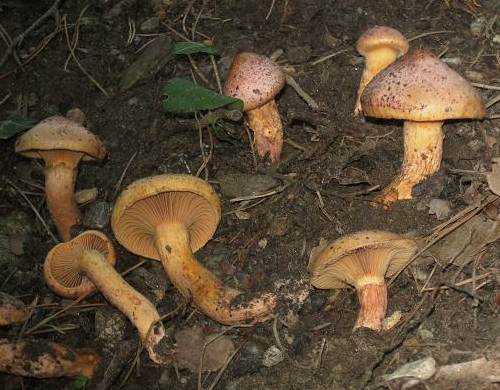
Chr. helveticus
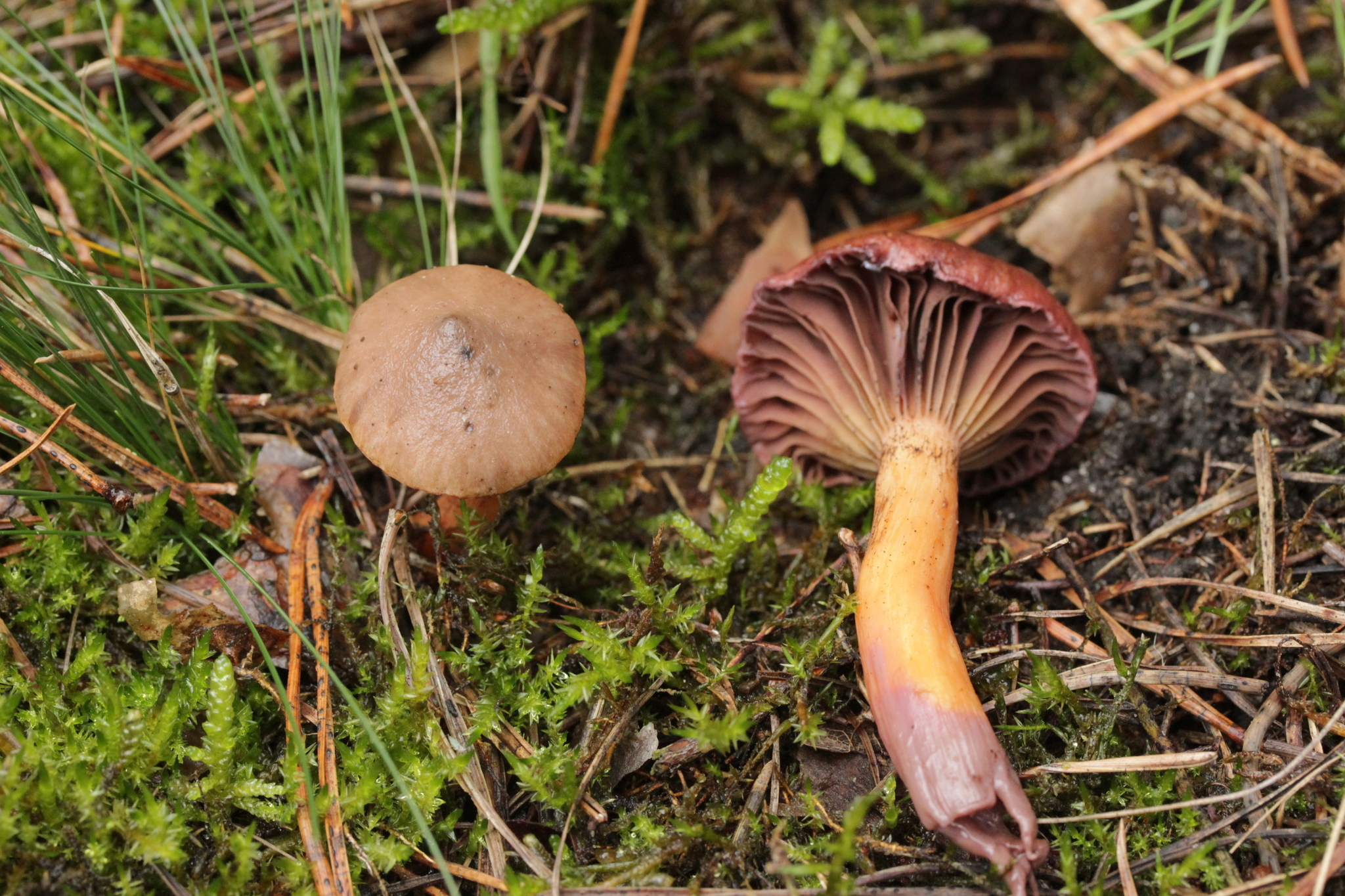
Chr. mediterraneus
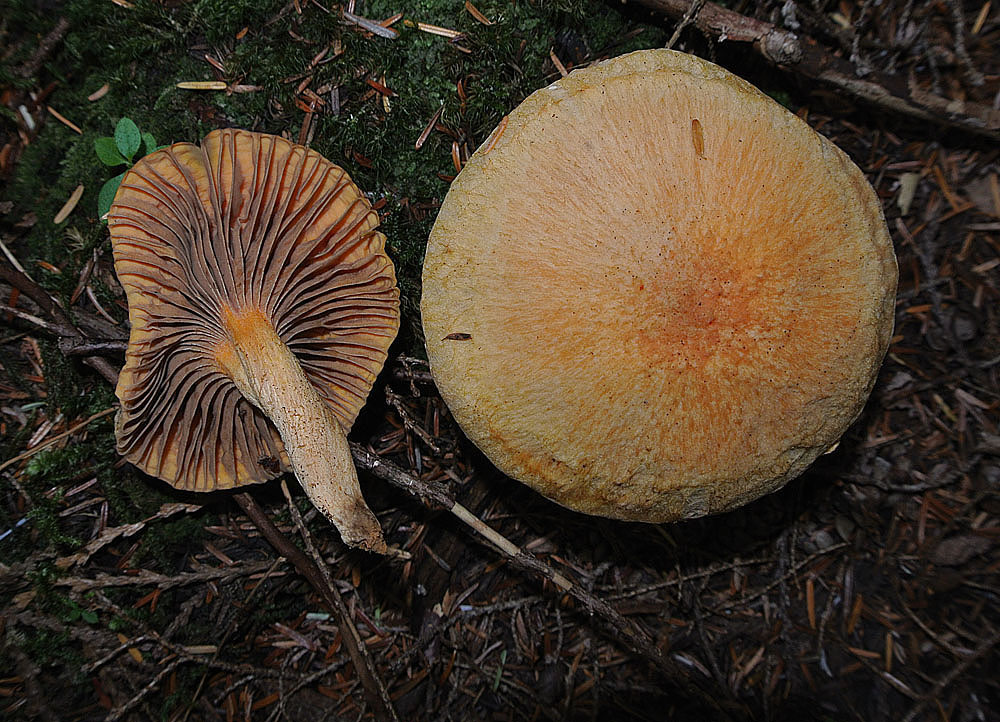
Chr. ochraceus
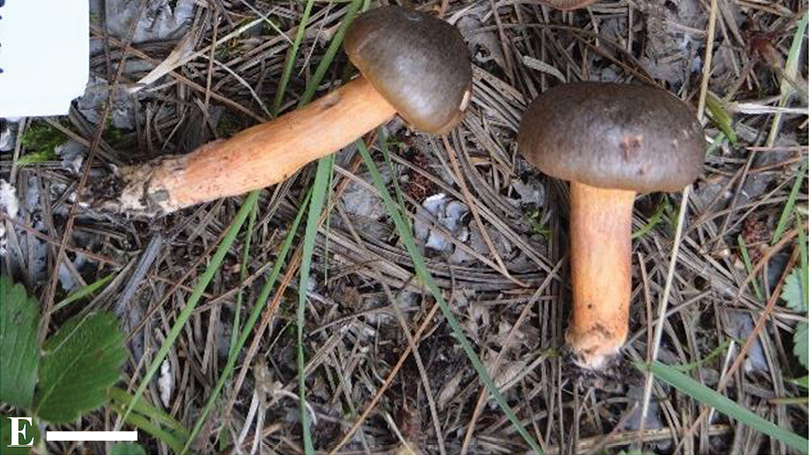
Chr. pakistanicus
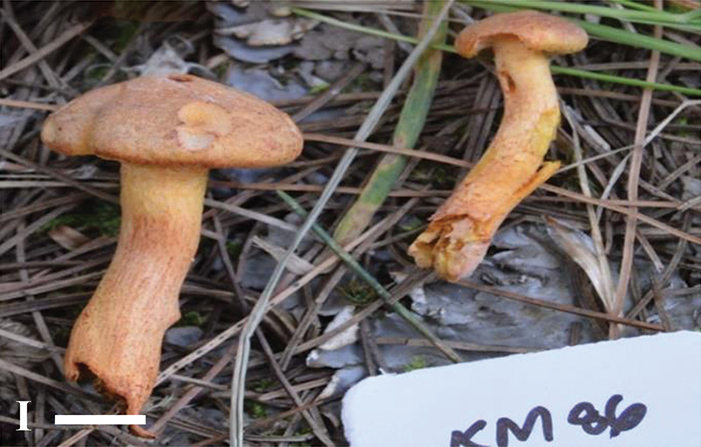
Chr. pruinosus
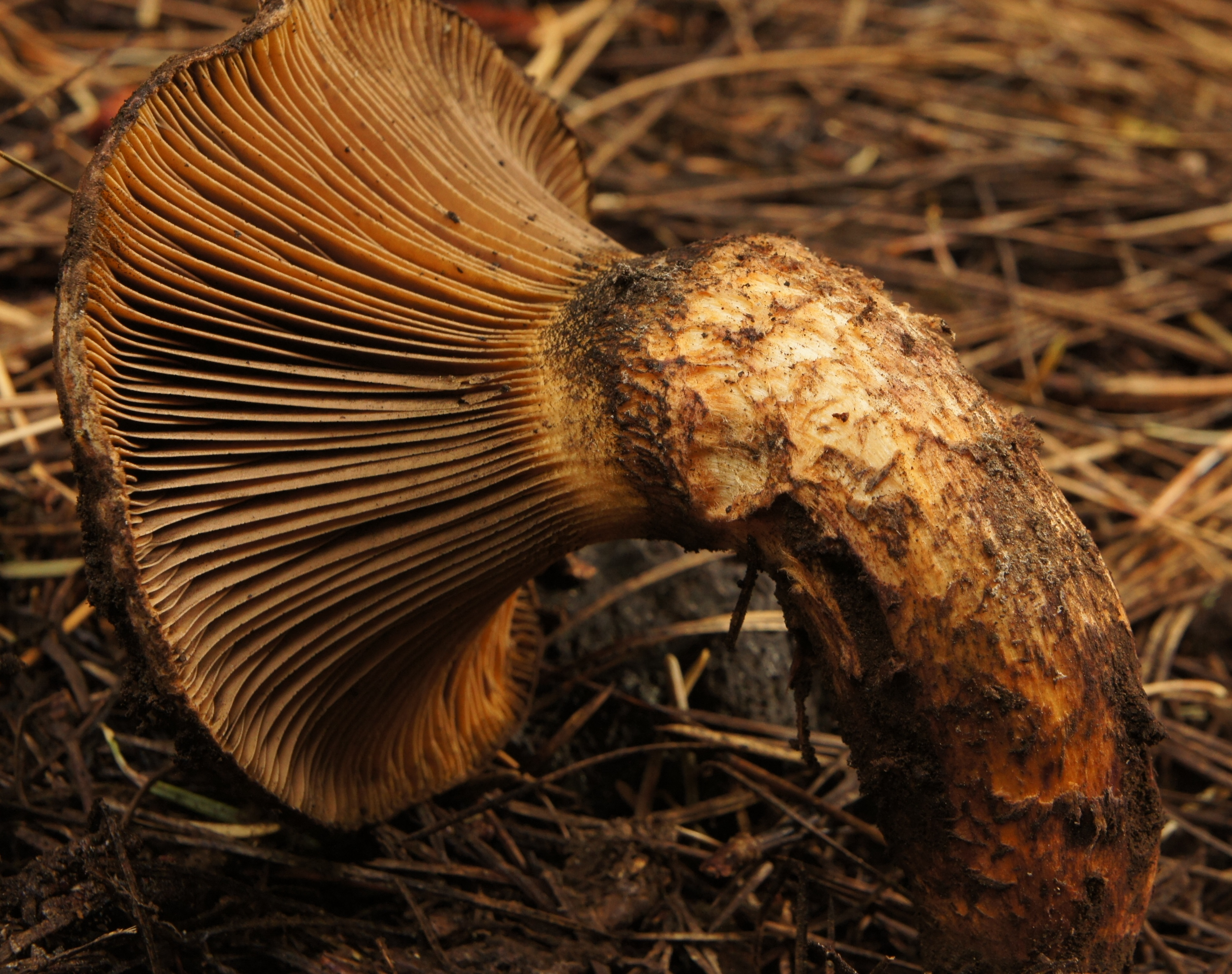
Chr. pseudovinicolor

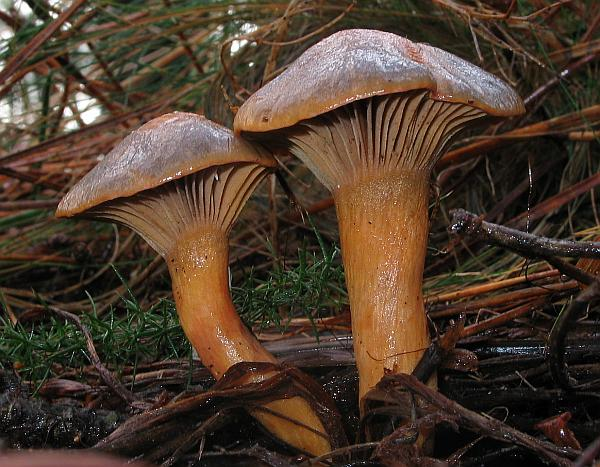
Chr. rutilus
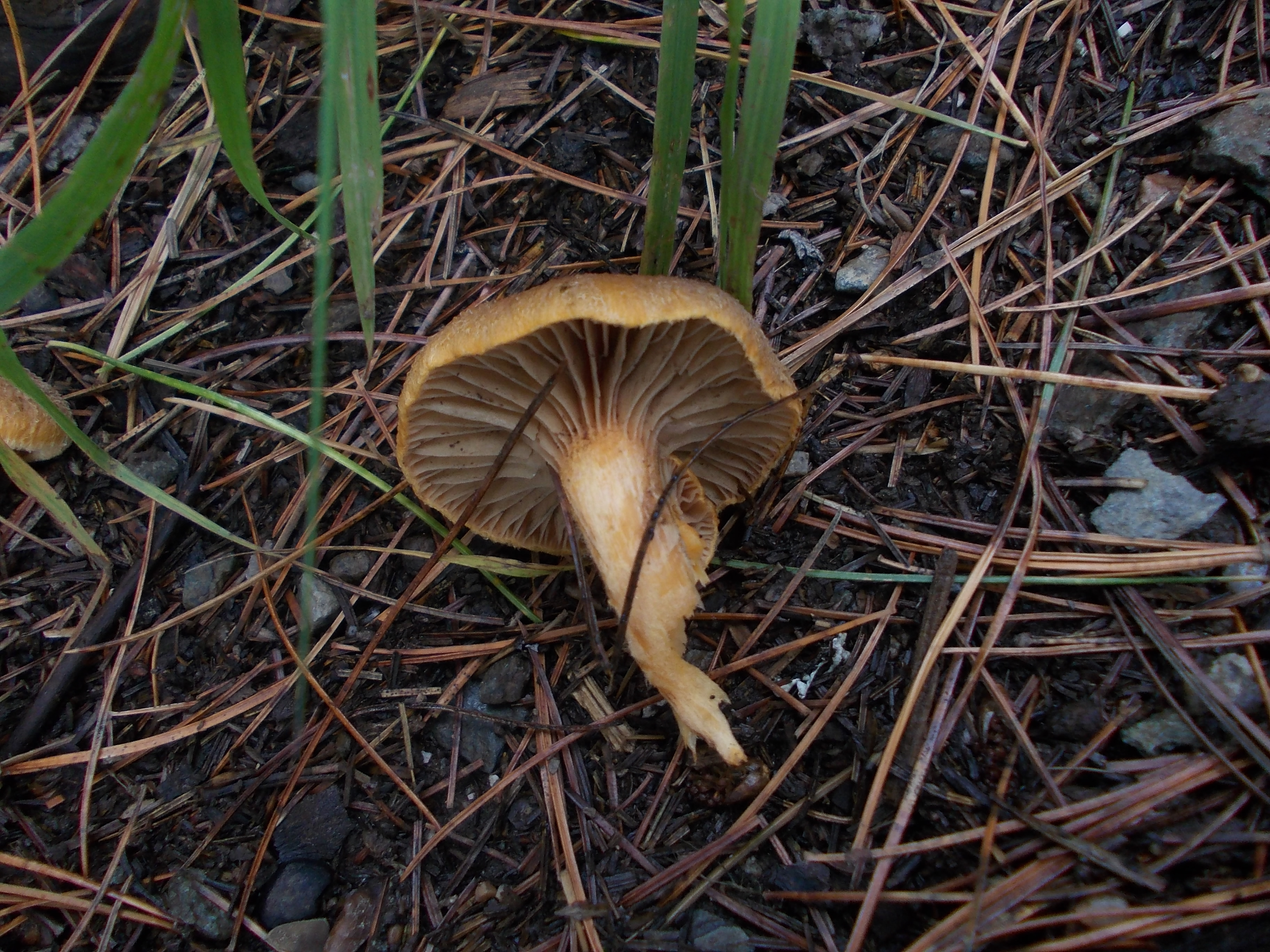
Chr. sibiricus
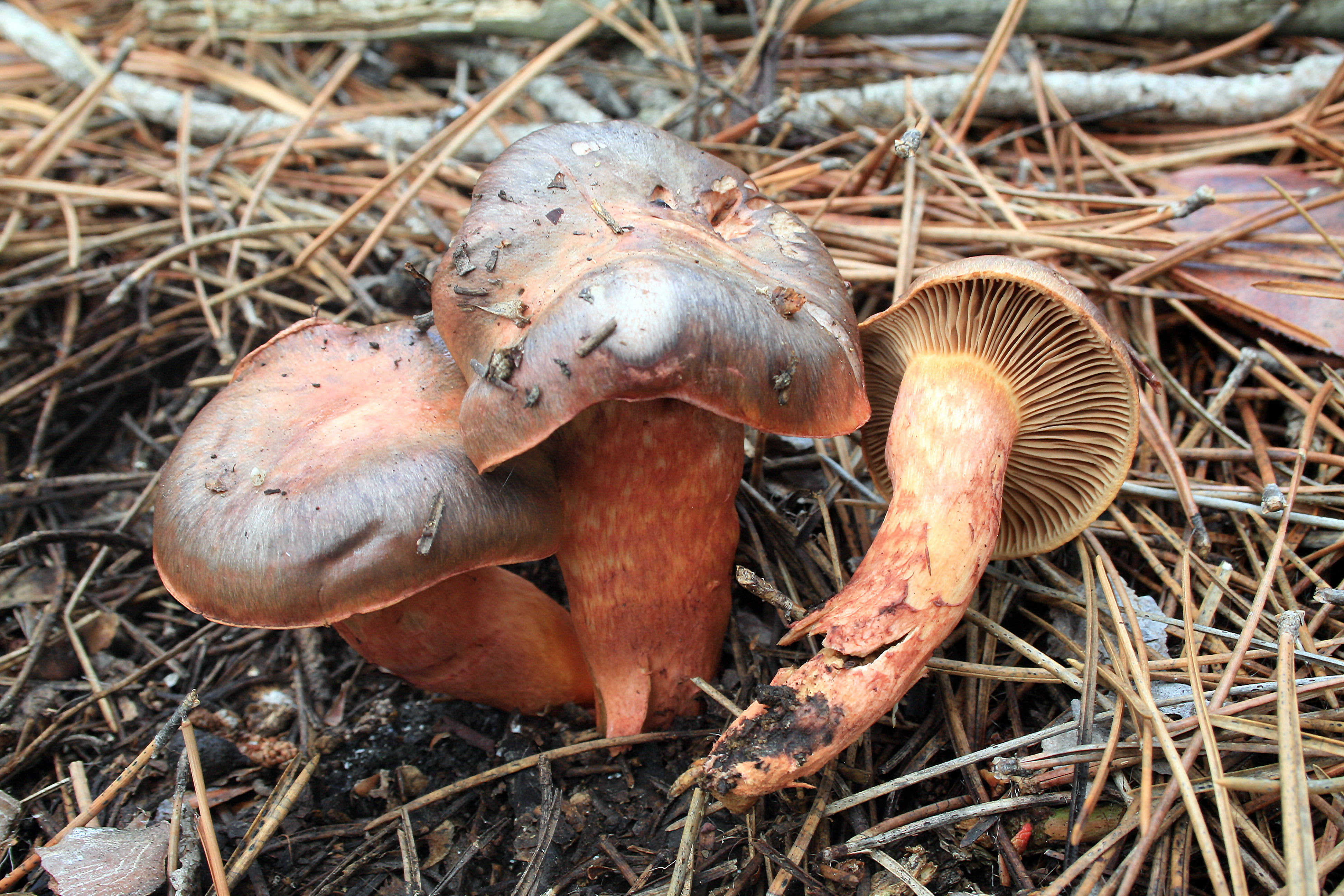
Chroogomphus subfulmineus
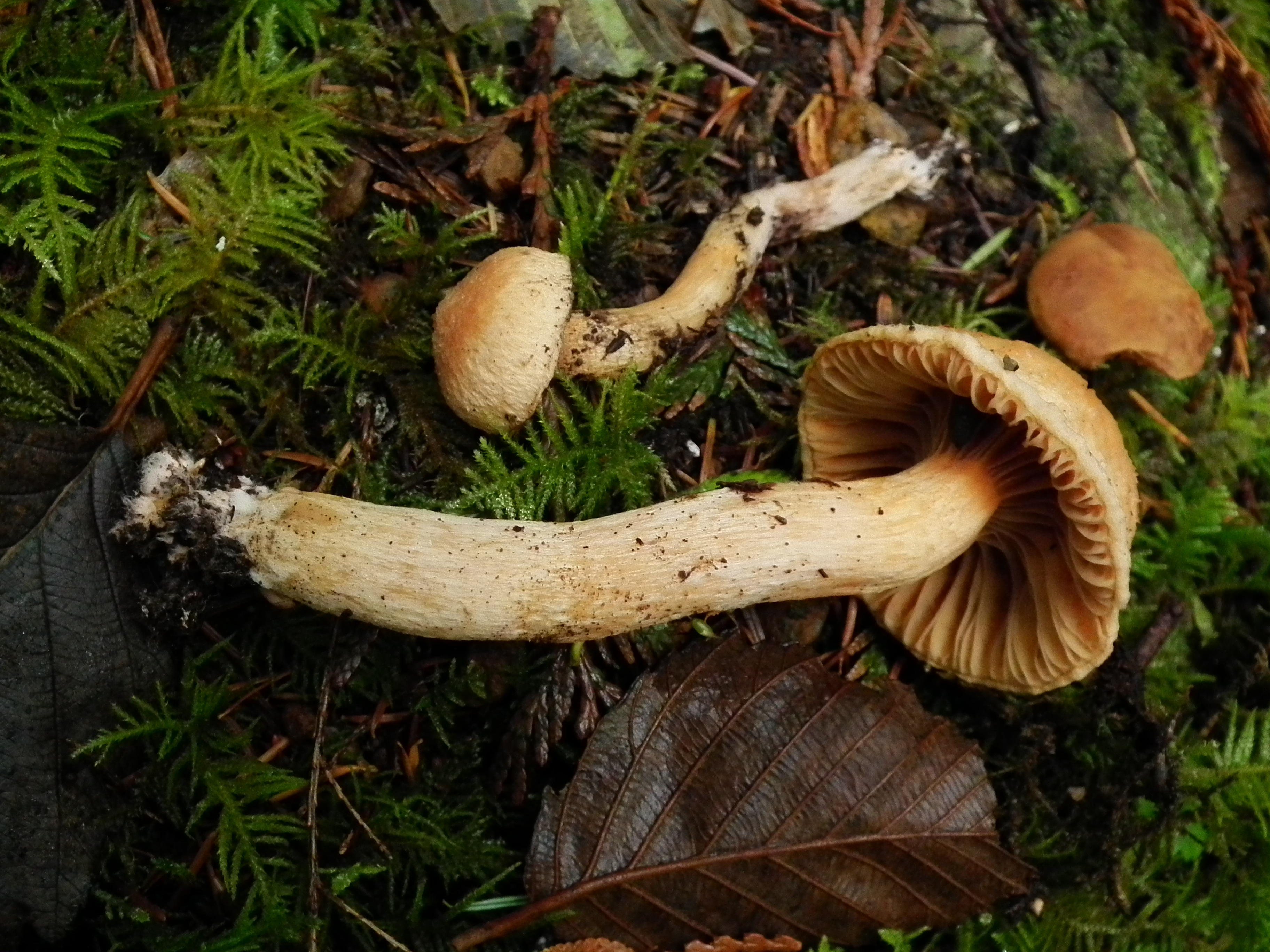
Chr. tomentosus
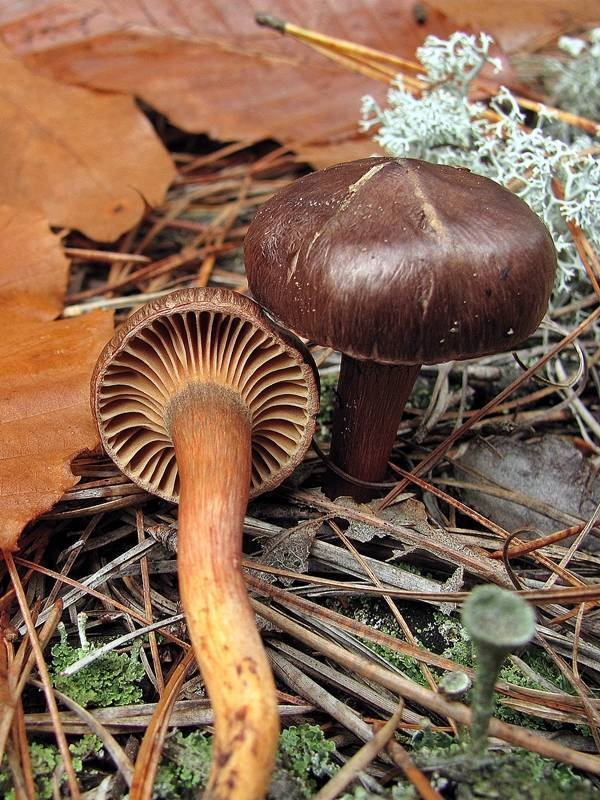
Chr. vinicolor

## Delimitare

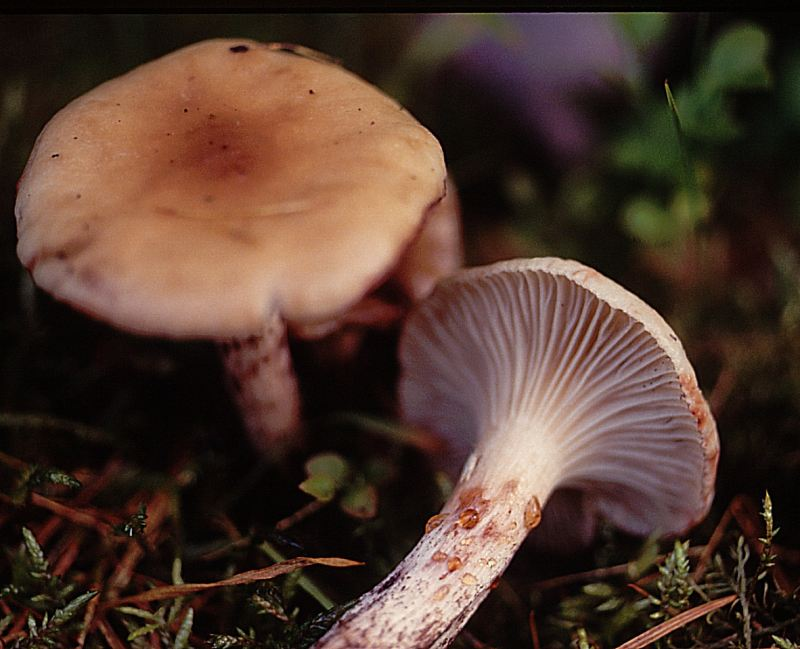
Gomphidius maculatus

- Gomphidius (Fr.) Fr. [1835] (1836) cu 22 specii (9 în Europa), ce se deosebește de surata lui Chroogomphus prin lamele palide până la albe când sunt tinere, o tramă pileală palidă până la albă, o cuticulă glutinoasă și un văl precum hife nu-amiloidoze până la dextrinoide la baza piciorului. În plus este caracterizat prin absența unui acid specific.[11]
- Cystogomphus Singer (1942) cu 1 specie, Cystogomphus  humblotii,[12] similar cu speciile Gomphidius și Chroogomphus, dar de recunoscut prin vălul compus din celule rotunjite, așa numite sferocistide (celule sferice umflate).[13]
- Gomphogaster O.K.Mill. (1973) cu 1 specie, Gomphogaster leucosarx, se deosebește datorită studiilor ADN.[14][15]
- Roseogomphus O.K.Mill. (1971) cu 1 specie, Roseogomphus subroseus, a fost descris de micologul american Orson Knapp Miller (1930-2006), fiind caracterizat prin spori foarte mari și o pălărie rozalie.[16]

## Confuzii cu genul Cortinarius
Speciile acestui gen pot fi confundate în primul rând cu genul Cortinarius unde există soiuri de mărime medie și de aspect asemănător cu Chroogomphus dacă nu se dă seama, că au lamele care nu decurg la picior și nu se decolorează negricios la bătrânețe. O confuzie poate fi periculoasă, chiar letală.

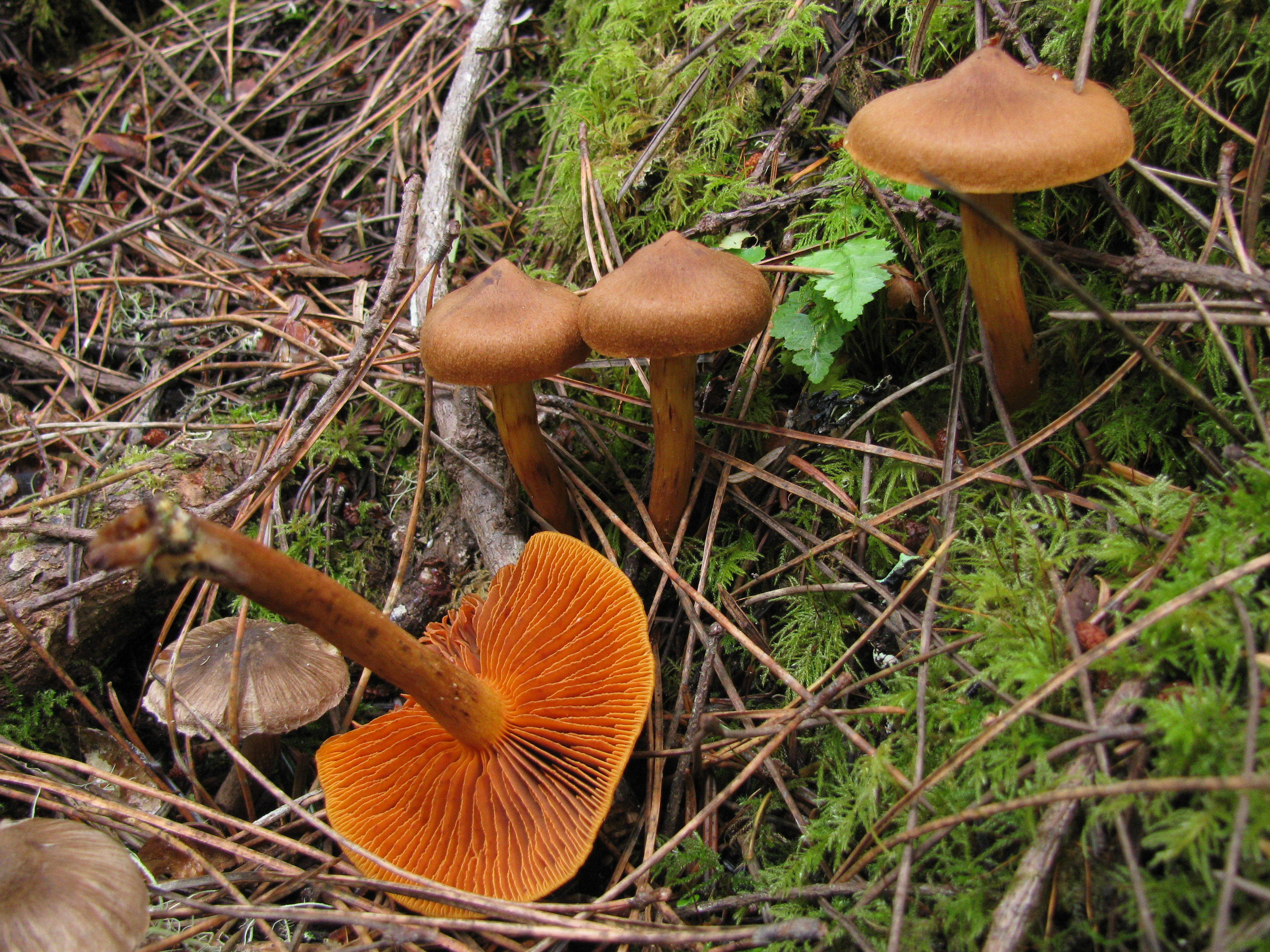
!!Cortinarius cinnamomeus!!
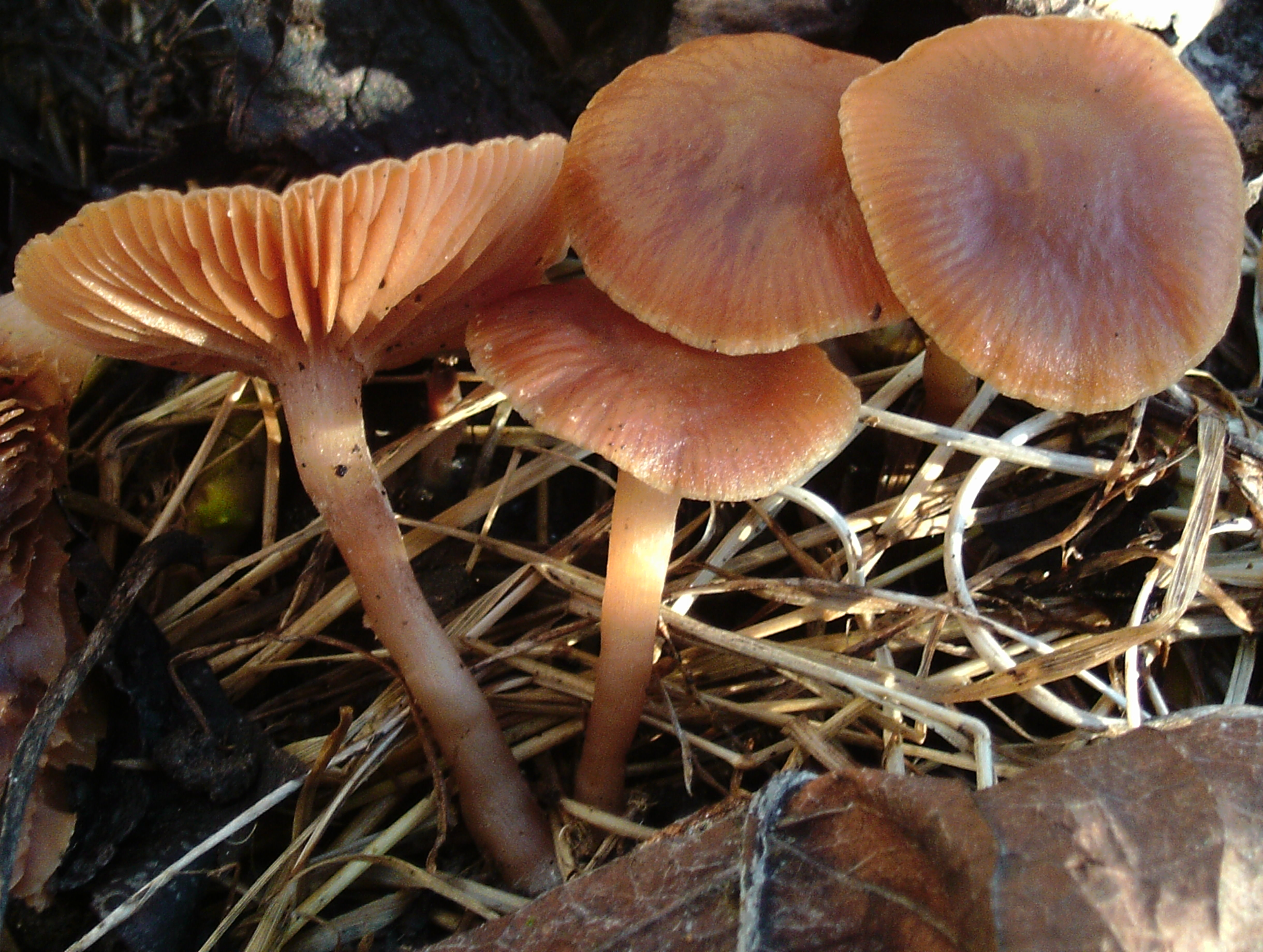
!!!Cortinarius gentilis!!!
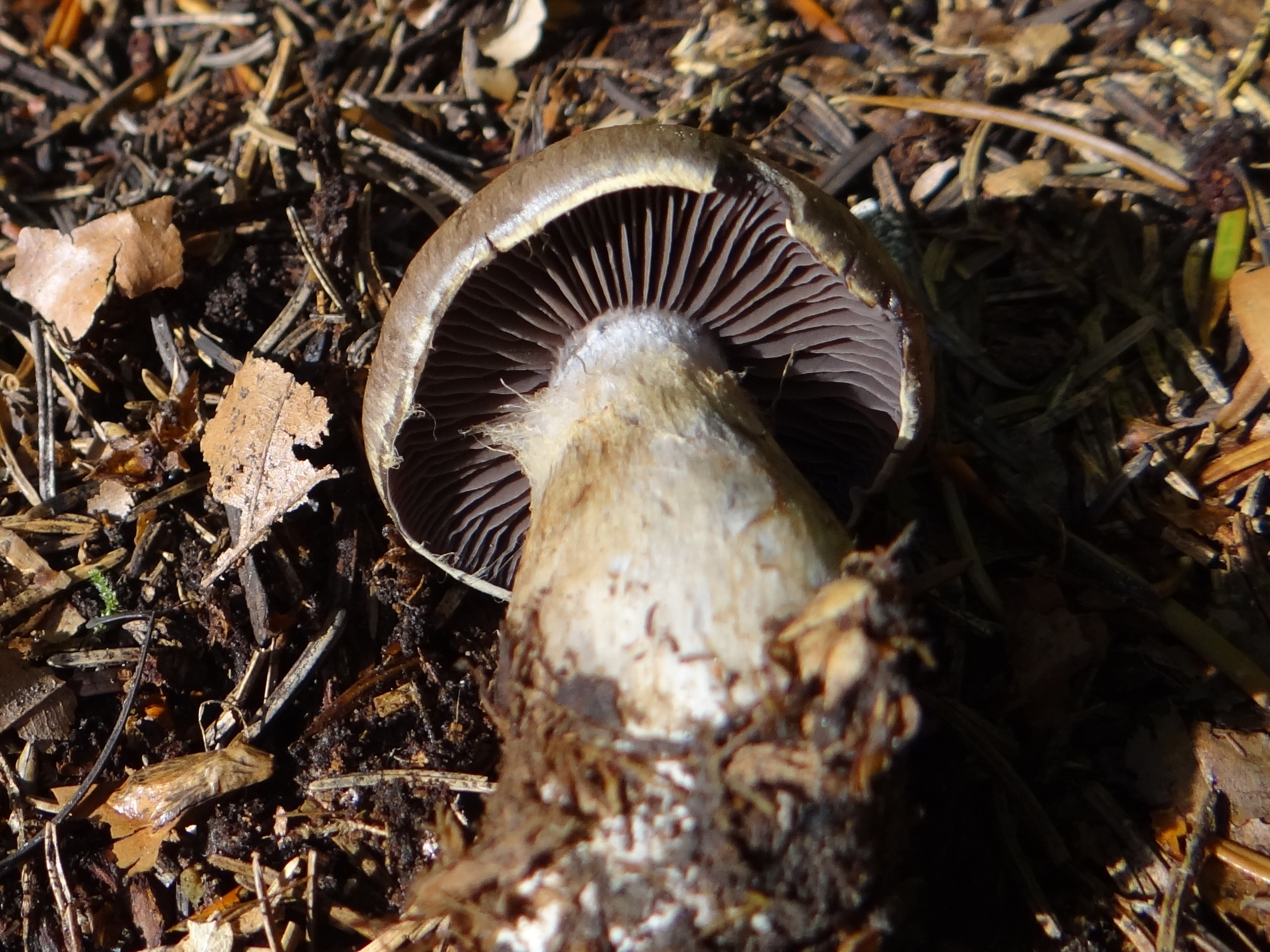
!Cortinarius infractus!
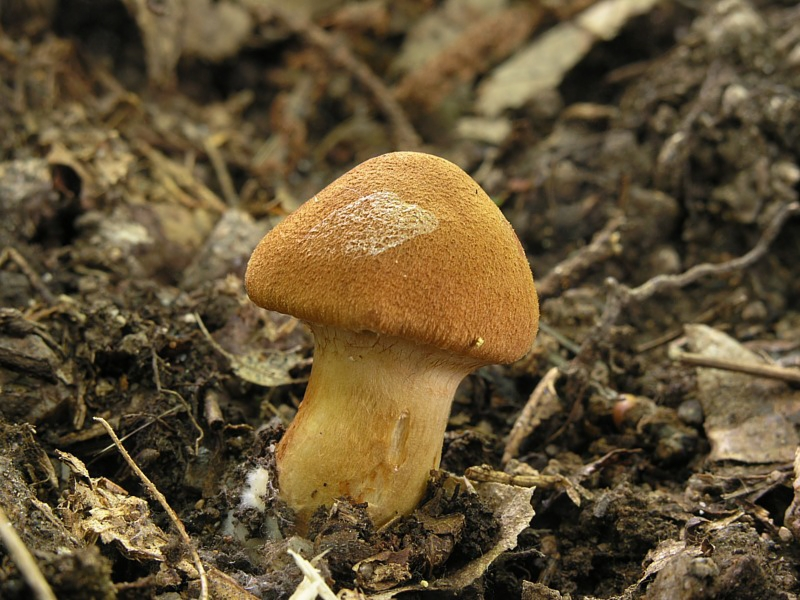
!!!Cortinarius orellanus !!!
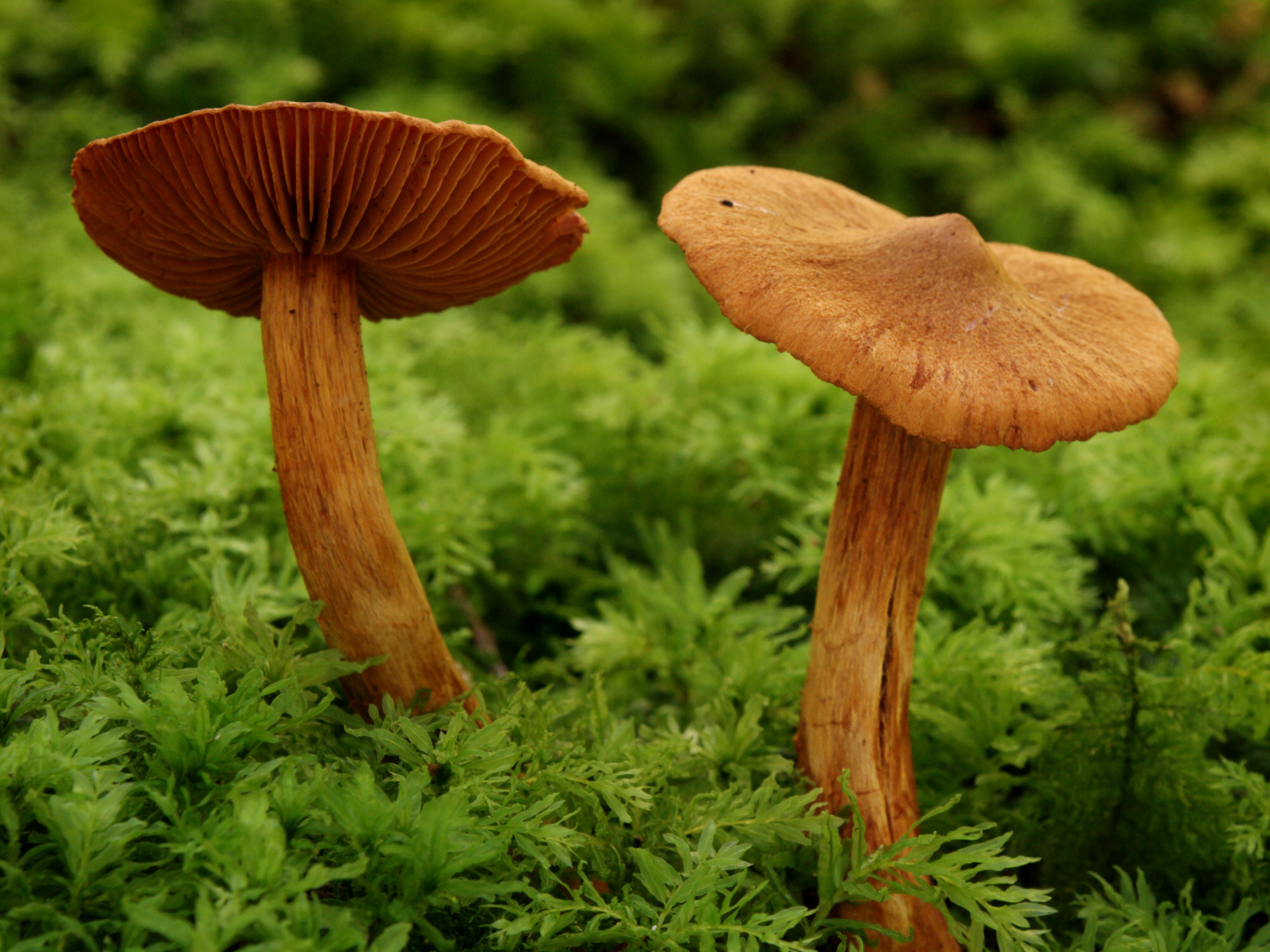
!!!Cortinarius rubellus!!!
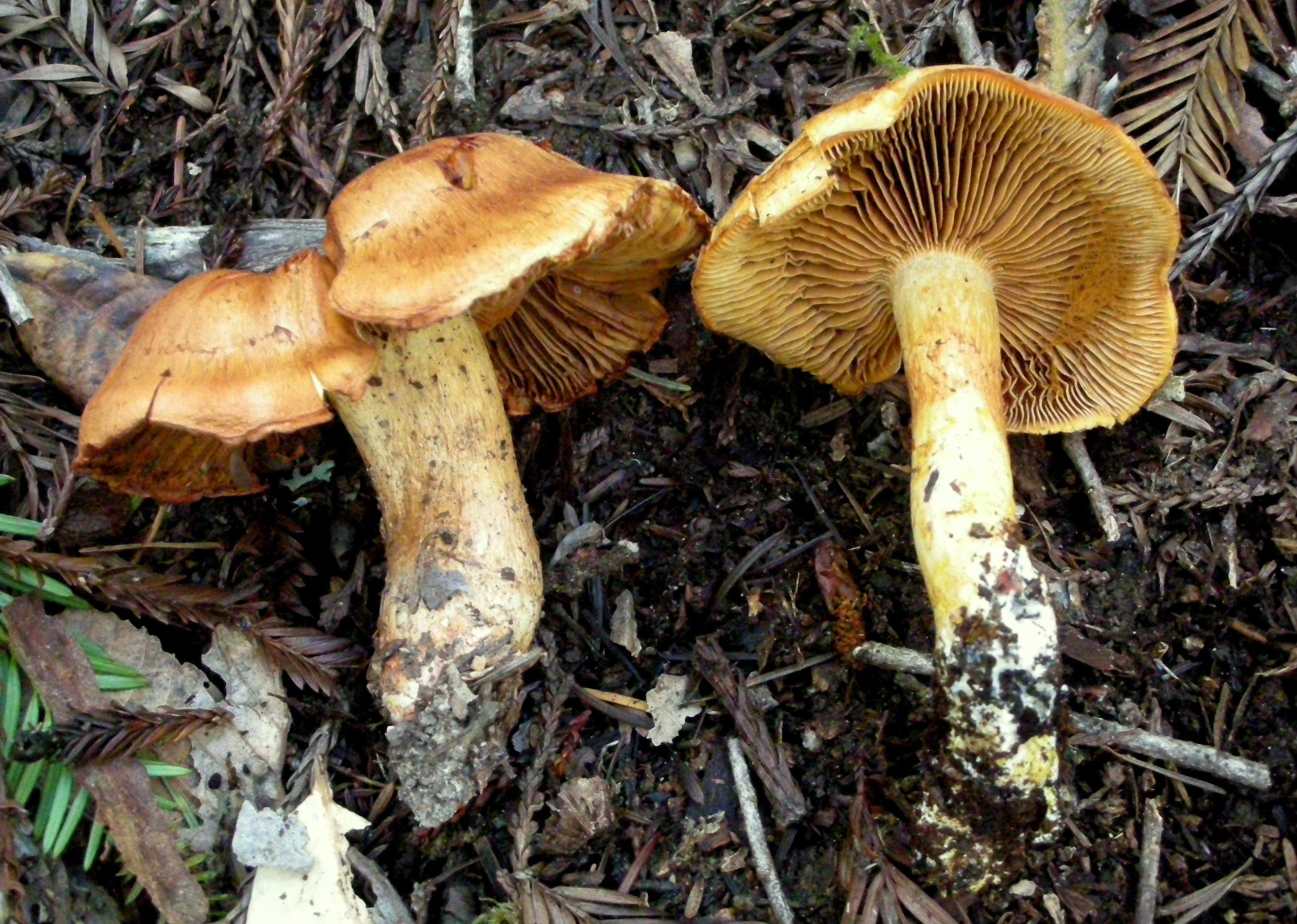
!!Cortinarius rubicundulus!!!

## Valorificare
Toate speciile ale genului sunt comestibile și mai mult sau mai puțin gustoase.